# Melissodes cerussata
Melissodes cerussata är en biart som beskrevs av Laberge 1961. Melissodes cerussata ingår i släktet Melissodes och familjen långtungebin. Inga underarter finns listade i Catalogue of Life.